# جمهوری سوسیالیستی اسلوونی
جمهوری سوسیالیستی اسلوونی، یکی از جمهوری‌های سوسیالیستی تشکیل‌دهندهٔ جمهوری فدرال سوسیالیستی یوگسلاوی بود.
این جمهوری، امروزه به کشور مستقل اسلوونی تبدیل شده‌است.